# Liga de Campeones de la CAF
La Liga de Campeones de la CAF (en inglés: CAF Champions League), anteriormente conocida como Copa Africana de Clubes Campeones y actualmente llamada Total CAF Champions League por razones de patrocinio, es el torneo internacional oficial de fútbol más prestigioso a nivel de clubes entre las competiciones organizadas por la Confederación Africana de Fútbol (CAF).
Disputada anualmente del mes de febrero al de noviembre, pudiendo variar el calendario según fases, la competición fue creada en el año 1964 bajo la denominación de Copa Africana de Clubes Campeones (nombre original en francés: Coupe des Clubs Champions Africains), con un formato de eliminación directa. En 1997 el torneo fue reestructurado incluyendo por primera vez un formato de competición de liga que posteriormente fue el paso previo a una fase eliminatoria por lo que fue rebautizado con su actual denominación para la edición de 1997 consolidando dicho formato. Clasificaban al certamen los equipos campeones y los subcampeones de las ligas nacionales, debiendo pasar los segundos equipos y los campeones pertenecientes a ligas de menor coeficiente por una fase previa. En la primera fase entran 32 equipos que pasan a 16 que disputan una liguilla de cuatro grupos.
El ganador de esta competición disputa la Supercopa de África y, como representante de la confederación, la Copa Mundial de Clubes de la FIFA y la Copa Intercontinental de la FIFA. El vigente campeón es el Pyramids Football Club, que venció al Mamelodi Sundowns en la final de la Liga de Campeones de la CAF 2024-25, logrando su primer título.
También se conoce a esta competición como Orange CAF Champions League, debido a que el grupo de telecomunicaciones francés Orange adquirió los derechos publicitarios de la máxima competición africana de clubes de fútbol.[cita requerida]

## Historia

### Primeras ediciones
En un principio, la competición incluyó a los campeones de liga de cada campeonato nacional existente bajo la jurisdicción de la Confederación Africana de Fútbol (CAF) en una fase de 12 meses con partidos a ida y vuelta por eliminatorias hasta los cuartos de final, semifinales y final se llegó a la equipo ganador para ser declarado campeón de campeones de África.
El campeonato nació como Copa de Campeones de África en 1964 y el primer equipo en adjudicarse el título fue el Oryx Douala camerunés, que venció al Stade Malien de Malí por 2-1 en una final a partido único.
Al año siguiente no se celebró el torneo y se reanudó de nuevo en 1966, cuando se introdujo la final a ida y vuelta, que vio a otro equipo de Malí, el AS Real Bamako llegar a la final ante el Stade Abidjan de Costa de Marfil. El Real Bamako ganó el partido de ida por 3-1, pero en el partido de ida en Abiyán los marfileños ganaron 4-1 para llevarse el título 5-4 en el global.
La edición de 1967 volvió a contar con dos clubes inéditos en la final, cuando el Asante Kotoko de Ghana se enfrentó al TP Mazembe de la República Democrática del Congo y los dos partidos acabaron en empate (1-1 y 2-2 respectivamente). La CAF sugirió un play-off, pero los ghaneses se negaron a competir y el título fue entregado al Mazembe. La temporada siguiente el TP Mazembe se convirtió en el primer equipo africano en revalidar el título después de vencer al Étoile Filante de Togo. Las primeras ediciones, por tanto, fueron de un total dominio de los clubes del África negra.
La temporada siguiente, en 1969, el TP Mazembe volvió a alcanzar la final, esta vez ante el Ismaily SC egipcio, que hizo historia al convertirse en el primer equipo fuera del África negra que llegaba a la final y, además, se proclamaba campeón. En 1970 llegó la revancha para los ghaneses del Asante Kotoko, que volvieron a enfrentarse al Mazembe en la final. El partido de ida terminó 1-1, pero vencieron 2-1 en su partido de vuelta que les permitió levantar el título de campeón que les había eludido tres años antes.
La década de 1970 vio un aumento notable de los éxitos del fútbol camerunés a nivel internacional. Entre 1971 y 1980 los equipos de Camerún ganaron la Copa de Campeones de África en cuatro ocasiones, liderados por el Canon Yaoundé, que ganó tres títulos (1971, 1978 y 1980) y el Union Douala, campeón en 1979. Entre las victorias de los clubes cameruneses, destacó otro equipo que gozó de su edad de oro, el Hafia Conakry de Guinea, que se proclamó campeón en tres ocasiones durante este período (1972, 1975 y 1977).

### Dominio egipcio y magrebí
Aunque sólo dos equipos del norte de África habían ganado el título antes de 1981 —Ismaily de Egipto en 1969 y MC Alger de Argelia en 1976—, desde entonces, los equipos del norte de África han dominado el campeonato, ganando el título en no menos de 22 de los últimos 28 torneos, imponiéndose al fuerte dominio inicial de los clubes del África negra.
Particularmente exitosos han sido los dos gigantes de Egipto y El Cairo, los eterno rival del Al-Ahly y el Zamalek SC. Los "Diablos rojos" de El Cairo, el Al-Ahly, han ganado un récord de siete ocasiones —1982, 1987, 2001, 2005, 2006, 2008 y 2012—, mientras que los "Caballeros blancos" del Zamalek lo hicieron en cinco ocasiones: 1984, 1986, 1993, 1996 y 2002.
Otro equipo del norte de África que causó gran impresión en este torneo fue el Raja Casablanca de Marruecos, que ha sido campeón de África en tres ocasiones, en 1989, 1997 y 1999, mientras que sus eternos rivales del Wydad Casablanca vencieron en 1992, 2017 y en 2022.

### Nuevo formato
Además de la introducción de la regla del gol de visitante —en caso de empate en el global de la eliminatoria, vence quien más goles ha anotado como visitante—, muy poco ha cambiado la competición hasta 1997. En ese año, la CAF siguió el ejemplo establecido unos años antes por la UEFA al crear una fase de grupos y cambiar el nombre a la Liga de Campeones de la CAF. La CAF también presentó un premio en metálico a los participantes por primera vez.
Con un premio de un millón de dólares a los ganadores y 750.000 dólares para el finalista, la nueva Liga de Campeones se había convertido en la segunda competición de clubes más rica de África después de la Premier Soccer League sudafricana, que otorga un valor de dos millones de dólares. En el nuevo formato, los campeones de la liga de los respectivos países miembros de CAF pasan por una serie de rondas preliminares hasta una última etapa de dieciséis equipos. Los ocho ganadores de esta ronda se encuadran en dos grupos de cuatro equipos cada uno, con cada equipo jugando entre sí en partidos de ida y vuelta. Al final de la fase de liga, los dos mejores equipos de cada grupo se reúnen en las semifinales, con los ganadores pasando a disputar la final. A partir de la temporada 2009, el premio en metálico aumentó hasta los 1,5 millones para el campeón y un millón para el subcampeón.
Desde que la competición pasó al formato Liga de Campeones, los equipos del norte de África y el Magreb han pasado a dominar el palmarés. El Raja Casablanca marroquí se hizo con dos de las tres primeras ediciones, pero el Al Ahly se convirtió en el equipo más exitoso logrando los torneos de 2001, 2005, 2006, 2008 y 2012, mientras que el Zamalek logró ser campeón en 2002. Los equipos tunecinos irrumpieron en el campeonato con el título del Étoile du Sahel, que en 2007 se proclamó campeón tras ser finalista en 2004 y 2005. Por su parte, el Esperance ST logró su segundo título continental en 2011 después de haber caído en la final en las ediciones de 1999, 2000, 2010 y 2012.
Pese al claro dominio de los equipos magrebíes y del norte, en 2003 y 2004 el Enyimba nigeriano logró sus dos primeros títulos de campeón. El ASEC Abidjan de Costa de Marfil y el Accra Hearts of Oak de Ghana sumaron sendos campeonatos para el África negra. En 2010, el TP Mazembe de la República Democrática del Congo se convirtió en el primer club en repetir como campeón en dos ocasiones distintas. Su primer par de victorias llegaron en 1967 y 1968, antes de repetir la hazaña de nuevo en 2009 y 2010.

## Historial
Para un mejor detalle del historial véase Historial de la Liga de Campeones de la CAF
| Temporada                                   | Campeón            | Resultado         | Subcampeón         | Notas |
| ------------------------------------------- | ------------------ | ----------------- | ------------------ | --- |
| Copa Africana de Clubes Campeones de la CAF |                    |                   |                    | |
| 1964-65                                     | Oryx Douala        | 2–1               | Stade Malien       | |
| 1966                                        | Stade d'Abidjan    | 1–3, 4–1          | Real Bamako        | |
| 1967                                        | TP Mazembe         | 1–1, 2–2          | Asante Kotoko      | |
| 1968                                        | TP Mazembe         | 5–0, 1–4          | Étoile Filante     | Récord de campeonatos consecutivos                                                                                               |
| 1969                                        | Ismaily            | 2–2, 3–1          | TP Mazembe         | |
| 1970                                        | Asante Kotoko      | 1–1, 2–1          | TP Mazembe         | Primera final repetida Récord de finales consecutivas de un mismo equipo                                                         |
| 1971                                        | Canon Yaoundé      | 0–3, 2–0, 1–0     | Asante Kotoko      | Primera final decidida en partido de desempate                                                                                   |
| 1972                                        | Hafia Conakry      | 4–2, 3–2          | Simba              | |
| 1973                                        | Vita Club          | 2–4, 3–0          | Asante Kotoko      | |
| 1974                                        | CARA Brazzaville   | 4–2, 2–1          | Ghazl El-Mehalla   | |
| 1975                                        | Hafia Conakry      | 1–0, 2–1          | Enugu Rangers      | |
| 1976                                        | MC Alger           | 0–3, 3–0 (4-1 p.) | Hafia Conakry      | Primera final decidida por penaltis                                                                                              |
| 1977                                        | Hafia Conakry      | 1–0, 3–2          | Hearts of Oak      | |
| 1978                                        | Canon Yaoundé      | 0–0, 2–0          | Hafia Conakri      | Récord de finales consecutivas de un mismo equipo igualado                                                                       |
| 1979                                        | Union Douala       | 0–1, 1–0 (5-3 p.) | Hearts of Oak      | |
| 1980                                        | Canon Yaoundé      | 2–2, 3–0          | AS Dragons         | Récord de campeonatos consecutivos de un mismo país                                                                              |
| 1981                                        | Tizi Ouzou         | 4–0, 1–0          | Vita Club          | |
| 1982                                        | Al-Ahly            | 3–0, 1–1          | Asante Kotoko      | |
| 1983                                        | Asante Kotoko      | 0–0, 1–0          | Al-Ahly            | Segunda final repetida Primera final repetida consecutivamente                                                                   |
| 1984                                        | Zamalek            | 2–0, 1–0          | Shooting Stars     | |
| 1985                                        | FAR Rabat          | 5–2, 1–1          | AS Dragons         | |
| 1986                                        | Zamalek            | 2–0, 0–2 (4-2 p.) | Africa Sports      | |
| 1987                                        | Al-Ahly            | 0–0, 2–0          | Al-Hilal Omdurmán  | |
| 1988                                        | ES Sétif           | 0–1, 4–0          | Iwuanyanwu         | |
| 1989                                        | Raja Casablanca    | 1–0, 0–1 (4-2 p.) | MC Oran            | |
| 1990                                        | JS Kabylie         | 1–0, 0–1 (5-3 p.) | Nkana              | |
| 1991                                        | Club Africain      | 6–2, 1–1          | Villa              | |
| 1992                                        | Wydad Casablanca   | 2–0, 0–0          | Al-Hilal Omdurmán  | |
| 1993                                        | Zamalek            | 0–0, 0–0 (7-6 p.) | Asante Kotoko      | |
| 1994                                        | Espérance de Tunis | 0–0, 3–1          | Zamalek            | |
| 1995                                        | Orlando Pirates    | 2–2, 1–0          | ASEC Mimosas       | |
| 1996                                        | Zamalek            | 1–2, 2–1 (5-4 p.) | Shooting Stars     | Tercera final repetida |
| Liga de Campeones de la CAF                 |                    |                   |                    | |
| 1997                                        | Raja Casablanca    | 0–1, 1–0 (5-4 p.) | Goldfields         | Reestructuración de la competición                                                                                               |
| 1998                                        | ASEC Mimosas       | 0–0, 4–2          | Dynamos            | |
| 1999                                        | Raja Casablanca    | 0–0, 0–0 (4-3 p.) | Espérance de Tunis | |
| 2000                                        | Hearts of Oak      | 2–1, 3–1          | Espérance de Tunis | |
| 2001                                        | Al-Ahly            | 1–1, 3–0          | Mamelodi Sundowns  | |
| 2002                                        | Zamalek            | 0–0, 1–0          | Raja Casablanca    | |
| 2003                                        | Enyimba            | 2–0, 0–1          | Ismaily            | |
| 2004                                        | Enyimba            | 1–2, 2–1 (5-3 p.) | Étoile du Sahel    | Récord de campeonatos consecutivos igualado                                                                                      |
| 2005                                        | Al-Ahly            | 0–0, 3–0          | Étoile du Sahel    | |
| 2006                                        | Al-Ahly            | 1–1, 1–0          | CS Sfaxien         | Récord de campeonatos consecutivos igualado                                                                                      |
| 2007                                        | Étoile du Sahel    | 0–0, 3–1          | Al-Ahly            | Cuarta final repetida |
| 2008                                        | Al-Ahly            | 2–0, 2–2          | Cotonsport Garoua  | Récord de finales consecutivas de un mismo equipo igualado                                                                       |
| 2009                                        | TP Mazembe         | 1–2, 1–0 (v.)     | Heartland          | |
| 2010                                        | TP Mazembe         | 5–0, 1–1          | Espérance de Tunis | Récord de campeonatos consecutivos igualado                                                                                      |
| 2011                                        | Espérance de Tunis | 0–0, 1–0          | Wydad Casablanca   | |
| 2012                                        | Al-Ahly            | 1–1, 2–1          | Espérance de Tunis | |
| 2013                                        | Al-Ahly            | 1–1, 2–0          | Orlando Pirates    | Récord de campeonatos consecutivos igualado                                                                                      |
| 2014                                        | ES Sétif           | 2–2, 1–1 (v.)     | Vita Club          | |
| 2015                                        | TP Mazembe         | 2–1, 2–0          | USM Alger          | |
| 2016                                        | Mamelodi Sundowns  | 3–0, 0–1          | Zamalek            | |
| 2017                                        | Wydad Casablanca   | 1–1, 1–0          | Al-Ahly            | |
| 2018                                        | Espérance de Tunis | 1–3, 3–0          | Al-Ahly            | Quinta final repetida |
| 2018-19                                     | Espérance de Tunis | 1–1, 1–0          | Wydad Casablanca   | Sexta final repetida Récord de campeonatos consecutivos igualado No se disputó el partido de vuelta por abandono del Wydad       |
| 2019-20                                     | Al-Ahly            | 2–1               | Zamalek            | |
| 2020-21                                     | Al-Ahly            | 3–0               | Kaizer Chiefs      | Récord de campeonatos consecutivos igualado                                                                                      |
| 2021-22                                     | Wydad Casablanca   | 2–0               | Al-Ahly            | Séptima final repetida |
| 2022-23                                     | Al-Ahly            | 2–1, 1–1          | Wydad Casablanca   | Segunda final repetida consecutivamente Récord de final más repetida Récord de finales consecutivas de un mismo equipo igualado  |
| 2023-24                                     | Al-Ahly            | 0–0, 1–0          | Espérance de Tunis | Récord de final más repetida Nuevo récord de finales consecutivas de un mismo equipo Récord de campeonatos consecutivos igualado |
| 2024-25                                     | Pyramids           | 1–1, 2–1          | Mamelodi Sundowns  | |

## Palmarés

### Títulos por equipo
| Equipo                | Títulos | Subtítulos | Años campeonatos                                                       | Años subcampeonatos          |
| --------------------- | ------- | ---------- | ---------------------------------------------------------------------- | ---------------------------- |
| Al-Ahly               | 12      | 5          | 1982, 1987, 2001, 2005, 2006, 2008, 2012, 2013, 2020, 2021, 2023, 2024 | 1983, 2007, 2017, 2018, 2022 |
| Zamalek               | 5       | 3          | 1984, 1986, 1993, 1996, 2002                                           | 1994, 2016, 2020             |
| Mazembe               | 5       | 2          | 1967, 1968, 2009, 2010, 2015                                           | 1969, 1970                   |
| Espérance de Tunis    | 4       | 5          | 1994, 2011, 2018, 2019                                                 | 1999, 2000, 2010, 2012, 2024 |
| Wydad Casablanca      | 3       | 3          | 1992, 2017, 2022                                                       | 2011, 2019, 2023             |
| Hafia Conakry         | 3       | 2          | 1972, 1975, 1977                                                       | 1976, 1978                   |
| Raja Casablanca       | 3       | 1          | 1989, 1997, 1999                                                       | 2002                         |
| Canon Yaoundé         | 3       | -          | 1971, 1978, 1980                                                       |                              |
| Asante Kotoko         | 2       | 5          | 1970, 1983                                                             | 1967, 1971, 1973, 1982, 1993 |
| JS Kabylie            | 2       | -          | 1981, 1990                                                             |                              |
| Enyimba               | 2       | -          | 2003, 2004                                                             |                              |
| Sétif                 | 2       | -          | 1988, 2014                                                             |                              |
| Vita Club             | 1       | 2          | 1973                                                                   | 1981, 2014                   |
| Hearts of Oak         | 1       | 2          | 2000                                                                   | 1977, 1979                   |
| Étoile du Sahel       | 1       | 2          | 2007                                                                   | 2004, 2005                   |
| Mamelodi Sundowns     | 1       | 2          | 2016                                                                   | 2001, 2025                   |
| Ismaily               | 1       | 1          | 1969                                                                   | 2003                         |
| Orlando Pirates       | 1       | 1          | 1995                                                                   | 2013                         |
| ASEC Mimosas          | 1       | 1          | 1998                                                                   | 1995                         |
| Oryx Douala           | 1       | -          | 1964                                                                   |                              |
| Stade Abidjan         | 1       | -          | 1966                                                                   |                              |
| CARA Brazzaville      | 1       | -          | 1974                                                                   |                              |
| MC Alger              | 1       | -          | 1976                                                                   |                              |
| Union Douala          | 1       | -          | 1979                                                                   |                              |
| FAR Rabat             | 1       | -          | 1985                                                                   |                              |
| Club Africain         | 1       | -          | 1991                                                                   |                              |
| Pyramids              | 1       | -          | 2025                                                                   |                              |
| AS Dragons            | -       | 2          |                                                                        | 1980, 1985                   |
| Al-Hilal Omdurmán     | -       | 2          |                                                                        | 1987, 1992                   |
| Shooting Stars        | -       | 2          |                                                                        | 1984, 1996                   |
| Heartland             | -       | 2          |                                                                        | 1988, 2009                   |
| Stade Malien          | -       | 1          |                                                                        | 1965                         |
| Real Bamako           | -       | 1          |                                                                        | 1966                         |
| Étoile Filante        | -       | 1          |                                                                        | 1968                         |
| Simba                 | -       | 1          |                                                                        | 1972                         |
| Ghazl Al-Mehalla      | -       | 1          |                                                                        | 1974                         |
| Enugu Rangers         | -       | 1          |                                                                        | 1975                         |
| Africa Sports         | -       | 1          |                                                                        | 1986                         |
| MC Oran               | -       | 1          |                                                                        | 1989                         |
| Nkana Red Devils      | -       | 1          |                                                                        | 1990                         |
| Villa                 | -       | 1          |                                                                        | 1991                         |
| Ashanti Gold          | -       | 1          |                                                                        | 1997                         |
| Dynamos               | -       | 1          |                                                                        | 1998                         |
| Sfaxien               | -       | 1          |                                                                        | 2006                         |
| Coton Sport de Garoua | -       | 1          |                                                                        | 2008                         |
| USM Alger             | -       | 1          |                                                                        | 2015                         |
| Kaizer Chiefs         | -       | 1          |                                                                        | 2021                         |

### Títulos por país
| País                | Títulos | Subtítulos | Clubes campeones                                               |
| ------------------- | ------- | ---------- | -------------------------------------------------------------- |
| Egipto              | 19      | 10         | Al-Ahly (12), Zamalek (5), Ismaily (1), Pyramids (1)           |
| Marruecos           | 7       | 4          | Raja Casablanca (3), Wydad Casablanca (3), FAR Rabat (1)       |
| Túnez               | 6       | 8          | Espérance de Tunis (4), Étoile du Sahel (1), Club Africain (1) |
| R. D. Congo         | 6       | 6          | TP Mazembe (5), Vita Club (1)                                  |
| Argelia             | 5       | 2          | JS Kabylie (2), ES Sétif (2), MC Alger (1)                     |
| Camerún             | 5       | 1          | Canon Yaoundé (3), Union Douala (1), Oryx Douala (1)           |
| Ghana               | 3       | 8          | Asante Kotoko (2), Hearts of Oak (1)                           |
| Guinea              | 3       | 2          | Hafia Conakry (3)                                              |
| Sudáfrica           | 2       | 4          | Orlando Pirates (1), Mamelodi Sundowns (1)                     |
| Nigeria             | 2       | 5          | Enyimba (2)                                                    |
| Costa de Marfil     | 2       | 2          | ASEC Mimosas (1), Stade d'Abidjan (1)                          |
| República del Congo | 1       | -          | CARA Brazzaville (1)                                           |
| Mali                | -       | 2          |                                                                |
| Uganda              | -       | 2          |                                                                |
| Sudán               | -       | 2          |                                                                |
| Togo                | -       | 1          |                                                                |
| Zambia              | -       | 1          |                                                                |
| Zimbabue            | -       | 1          |                                                                |

### Clasificación histórica de puntos
La siguiente tabla muestra un registro acumulativo de datos estadísticos de los principales clubes que han participado en el torneo desde 1964 hasta 2023.
| P0s. | Club                    | Temp. | PJ  | PG  | PE | PP | GF  | GC  | Dif. | Puntos | Títulos |
| ---- | ----------------------- | ----- | --- | --- | -- | -- | --- | --- | ---- | ------ | ------- |
| 1.º  | Al-Ahly S. C.           | 34    | 327 | 169 | 90 | 68 | 525 | 252 | +273 | 597    | 12      |
| 2.º  | Espérance de Tunis      | 28    | 277 | 145 | 76 | 56 | 439 | 228 | +211 | 511    | 4       |
| 3.º  | Zamalek S. C.           | 26    | 216 | 104 | 49 | 63 | 324 | 201 | +123 | 361    | 5       |
| 4.º  | T. P. Mazembe           | 27    | 207 | 100 | 58 | 49 | 319 | 187 | +132 | 358    | 5       |
| 5.º  | ASEC Mimosas            | 27    | 196 | 99  | 46 | 51 | 298 | 179 | +119 | 343    | 1       |
| 6.º  | Al-Hilal Omdurmán       | 34    | 189 | 70  | 53 | 66 | 241 | 209 | +32  | 263    | –       |
| 7.º  | Mamelodi Sundowns F. C. | 16    | 140 | 74  | 39 | 27 | 240 | 126 | +114 | 261    | 1       |
| 8.º  | Wydad Casablanca        | 15    | 151 | 70  | 43 | 38 | 220 | 121 | +99  | 253    | 3       |
| 9.º  | Raja Casablanca         | 20    | 149 | 71  | 38 | 40 | 221 | 125 | +96  | 251    | 3       |
| 10.º | Asante Kotoko S. C.     | 28    | 145 | 69  | 36 | 42 | 213 | 142 | +71  | 237    | 2       |

## Estadísticas

### Mayores goleadas
| Fecha                    | Equipo               | Resultado | Rival             | Edición                    |
| ------------------------ | -------------------- | --------- | ----------------- | -------------------------- |
| 27 de septiembre de 2019 | Mamelodi Sundowns    | 11 – 1    | Côte d'Or         | Primera Ronda - 2019-20    |
| 10 de febrero de 2018    | Difaa El Jadida      | 10 – 0    | Benfica de Bissau | Ronda Preliminar - 2018    |
| 28 de enero de 2011      | Raja Casablanca      | 10 – 1    | Tourbillon        | Ronda Preliminar - 2011    |
| 23 de agosto de 2019     | Al-Ahly              | 9 – 0     | Atlabara          | Ronda Preliminar - 2019-20 |
| 21 de febrero de 2018    | MC Alger             | 9 – 0     | Otôho             | Ronda Preliminar - 2018    |
| 1972                     | Kabwe Warriors F. C. | 9 – 0     | Majantja F. C.    | Ronda Preliminar - 1972    |

### Equipos
- Mayor cantidad de títulos obtenidos:  Al-Ahly con 12.
- Mayor cantidad de subtítulos obtenidos:  Asante Kotoko,  Al-Ahly y  Espérance de Tunis con 5.
- Mayor cantidad de finales disputadas:  Al-Ahly con 17.

Campeones Invictos: 
-  Espérance de Tunis en 1994, 2019. 
-  Oryx Douala en 1964-65. 
-  Ismaily en 1969. 
-  Kabylie en 1981. 
-  Al-Ahly en 2005. 
-  Al-Ahly en 2024.

### Jugador
- Mayor cantidad de goles anotados en un partido.

 Godfrey Chitalu marcó 7 goles en la victoria de Kabwe Warriors F. C. sobre Majantja F. C. por 9-0 en 1972.
- Mayor cantidad de títulos obtenidos para un jugador.

 Wael Gomaa (2001, 2005, 2006, 2008, 2012, 2013),  Hossam Ashour (2005, 2006, 2008, 2012, 2013, 2020) y  Ramy Rabia (2012, 2013, 2020, 2021, 2023, 2024) se consagraron campeones en 6 ocasiones cada uno con Al-Ahly.

### Entrenador
- Mayor cantidad de títulos obtenidos para un entrenador:

 Manuel José se consagró campeón en 4 ocasiones dirigiendo al Al-Ahly (2001, 2005, 2006 y 2008).
- Mayor cantidad de finales disputadas como entrenador:

 Manuel José disputó 5 finales dirigiendo al Al-Ahly (2001, 2005, 2006, 2007 y 2008).